# Японский городовой (фильм)
«Японский городовой» (англ. S.F.W., также англ. So Fucking What?) — художественный фильм 1994 года производства США , драма с элементами комедии, снятая режиссёром Джефри Леви. Премьера в Канаде состоялась 15 сентября 1994 года, в США — 20 января 1995 года.

## Сюжет
Группа террористов, которые называют себя «Разбитый образ», захватывают несколько человек в магазине и держат их в заложниках 36 дней. Всё это время террористы снимают заложников на видеоплёнку и требуют показа этих записей по национальному телевидению всего США, иначе они грозятся убить заложников.
В итоге в живых остаются только два человека — грубый матерщинник Клифф, выросший в малообеспеченной семье, и Венди, девочка, ученица колледжа для богатых. Им помог выжить подход Клиффа к жизни, выраженный нецензурной фразой «Японский городовой!». Помог справиться с террористами и друг Клиффа, который уложил многих бандитов, но и сам погиб. После спасения Клифф и Венди становятся национальными героями.

## В ролях
| Актёр                 | Роль            |
| --------------------- | --------------- |
| Стивен Дорфф          | Клифф Спаб      |
| Риз Уизерспун         | Венди Пфистер   |
| Джейк Бьюзи           | Морроу Стритер  |
| Джой Лорен Адамс      | Моника Дайс     |
| Памела Гидли          | Джанет Стритер  |
| Наташа Грегсон Вагнер | Кристен         |
| Ричард Портноу        | Джеральд Парсли |

## Интересные факты
- На русский язык название фильма «So Fucking What?» (прим. Ну и что, б....?) из соображений цензуры было переведено как «Японский городовой», что не является буквальным переводом, но в качестве эвфемизма может, в какой-то мере, заменить это экспрессивное восклицание.